# マルコ・マンコース
マルコ・マンコス（Marco Mancosu、1988年8月22日 - ）は、イタリア・カリャリ出身のサッカー選手。ポジションはミッドフィールダー。

## 来歴

### クラブ
USシラクーザのユース出身。2007年に地元カリアリ・カルチョの下部組織へ移籍。2006-07シーズン最終節のASアスコリ戦で初めてトップチームで試合に出場し、その試合でゴールを決める活躍を見せた。翌2007-08シーズンは10試合に出場した。2008-09シーズンはセリエBのリミニ・カルチョFCにレンタル移籍したが5試合の出場に終わった。2009-10シーズンはリミニと同じくセリエBのエンポリFCにレンタル移籍した。
2010-11シーズンはカリアリとの共同保有の形で、レガ・プロ・プリマ・ディヴィジオーネ（3部リーグに相当）のUSシラクーザに移籍し、32試合出場。初めてシーズン通じて活躍した。
2016年7月7日、カゼルターナFCからUSレッチェに2年契約で移籍した。

### 代表
2005年、ペルーで行われたU-17世界選手権のイタリア代表に選出された。